# Ordina Open 2006
Ordina Open 2006 — тенісний турнір, що проходив на відкритих кортах з трав'яним покриттям у Rosmalen (Нідерланди). Відбувсь усімнадцяте і тривав з 18 до 24 червня 2006 року. Маріо Анчич і Міхаелла Крайчек здобули титул в одиночному розряді.

## Фінальна частина

### Одиночний розряд, чоловіки
Маріо Анчич —  Ян Герних 6–0, 5–7, 7–5

### Одиночний розряд, жінки
Міхаелла Крайчек —  Дінара Сафіна 6–3, 6–4

### Парний розряд, чоловіки
Мартін Дамм /  Леандер Паес —  Арно Клеман /  Кріс Гаггард 6–1, 7–6

### Парний розряд, жінки
Янь Цзи /  Чжен Цзє —  Ана Іванович /  Марія Кириленко 3–6, 6–2, 6–2